# Laurent Noël

Bischofswappen von Laurent Noël

Laurent Noël (* 19. März 1920 in Saint-Just-de-Bretenières; † 2. Juli 2022 in Québec) war ein kanadischer Geistlicher und römisch-katholischer Bischof von Trois-Rivières.

## Leben
Laurent Noël wuchs in einer religiös geprägten Familie auf; unter seinen fünf Geschwistern waren drei Nonnen und ein Missionar in Brasilien. Er empfing am 16. Juni 1944 das Sakrament der Priesterweihe durch Kardinal Jean-Marie-Rodrigue Villeneuve. Er hatte am College de Levis (Bachelor of Arts; 1940), Theologie an der Universität Laval (L.Th.; 1944) und Philosophie an der Universität Laval (L.Ph.; 1948) studiert; am Angelicum in Rom wurde er 1951 zum D.Th. promoviert. Er war Dozent (1946–1948) und Professor für Theologie (1952–1963) an der Universität Laval, zudem auch Professor für Medizinethik (1952–1963). Er war stellvertretender Regens am Priesterseminar des Erzbistums Québec (1961–1963).
Papst Paul VI. ernannte ihn am 25. Juni 1963 zum Weihbischof in Québec und Titularbischof von Agathopolis. Der Erzbischof von Québec, Maurice Roy, spendete ihm am 29. August desselben Jahres die Bischofsweihe; Mitkonsekratoren waren Lionel Audet, Weihbischof in Québec, und Louis Joseph Jean Marie Fortier, Weihbischof in Sainte-Anne-de-la-Pocatière. Bis 1965 nahm Noël an der zweiten bis vierten Session des Zweiten Vatikanischen Konzils teil. Vom 7. September 1974 bis zum 15. August 1975 war er während der Sedisvakanz Apostolischer Administrator von Hauterive.
Er wurde am 8. November 1975 zum Bischof von Trois-Rivières ernannt. Die Amtseinführung fand am 13. Dezember desselben Jahres statt. Am 21. November 1996 nahm Papst Johannes Paul II. seinen altersbedingten Rücktritt an. Zusammen mit ihm und anderen noch lebenden Konzilsvätern eröffnete Papst Benedikt XVI. 2012 das Jahr des Glaubens anlässlich des 50-jährigen Jubiläums der Konzilseröffnung.
Seit dem Tod von Damián Iguacén Borau am 24. November 2020 war Noël der älteste Bischof der katholischen Kirche. Er gehörte zu den zehn letzten lebenden Konzilsvätern.